# Белосельский, Эспер Константинович
Князь Эспер Константинович Белосельский (26 сентября [8 октября] 1870, Санкт-Петербург — 5 января 1921, Париж) — российский яхтсмен из рода Белосельских-Белозерских, бронзовый призёр Олимпийских игр 1912 года в Стокгольме в парусном спорте (класс «10 метров»). Его именем называется (с 1908 года) Эсперова улица в Петербурге.

## Биография

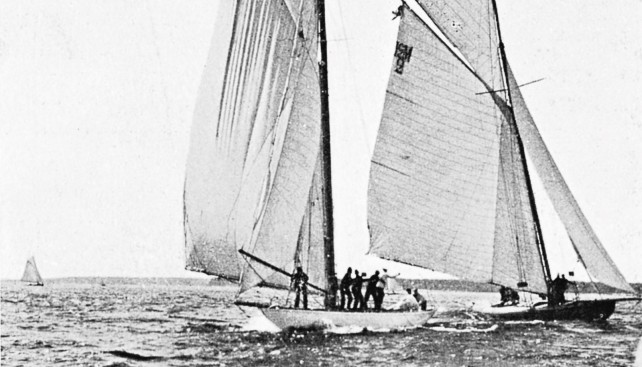
Российская яхта «Галлия II» (класс 10 М) в гонке (в левой части кадра)

Родился на Крестовском острове в имении родителей — Константина Эсперовича (1843—1920) и Надежды Дмитриевны (1847—1920), сестры генерала Дмитрия Скобелева.
Служил в российском императорском флоте капитаном 2-го ранга. С детских лет был близок к спорту вместе со старшим братом Сергеем, который в начале XX века был представителем России в МОК, также возглавлял различные спортивные федерации.
Входил в олимпийскую сборную России. Был в экипаже «Галлии II» (яхта Александра Вышнеградского). Кроме него в экипаж входили: Иосиф Шомакер (рулевой), Эрнест Браше, Николай Пушницкий, Александр Родионов, Филип Штраух и Карл Линдхолм.
С началом революционных событий уехал во Францию, где вскоре скончался. Похоронен на кладбище Батиньоль в Париже.

## Семья
Женат был дважды, на Ольге Александровне Базилевской (с 1898 года) и на француженке Магдалене Мулен (1890—1974). От первого брака дети:
- Константин (1899—1918), воспитанник Училища правоведения, корнет лейб-гвардии Конного полка. Расстрелян большевиками в Киеве 26 января 1918 года.
- Елена (1901—1998, Лурд); в Выборге вышла замуж в 1919 г. за князя Николая Владимировича Мосальского, который пропал без вести во время Первой мировой войны; после развода с ним в 1926 г. вступила в брак с маркизом Жозефом-Альфредом де Молеон-Нарбонном (1885—1961).

Второй брак, по некоторым сведениям, был гражданским, во всяком случае, заключён без оформления развода с первой женой. Дети от второго брака использовали в качестве псевдонима имя своей матери:
- Жорж Белосельский-Белозерский (Georges Belosselsky-Belozersky dit Moulin; 1913—2005); в браке с Александрой Анатольевной Кондратьевой оставил потомство; их сын Стефан в 1992 году стал именоваться князь Стефан Георгиевич Белосельский-Белозерский (утверждено указом Великой Княгини Марии Владимировны, Главы российского Императорского Дома).
- Поль Белосельский-Белозерский (Paul Belosselsky-Belozersky dit Moulin; 1917—2005); жил в Хельсинки, также оставил потомство, носящее фамилию Мулен.

Жорж и Поль Э. Белосельские-Белозерские были официально признаны их отцом князем Эспером Константиновичем; декларация, зарегистрированная в 1920 в Париже в мэрии 8-го округа.